# Široki Brijeg
Široki Brijeg  est une ville située en Bosnie-Herzégovine, dans le canton de l'Herzégovine de l'Ouest et dans la fédération de Bosnie-et-Herzégovine. Selon les premiers résultats du recensement bosnien de 2013, la ville intra muros compte 6 426 habitants et son territoire métropolitain, appelé ville de Široki Brijeg (Grad Široki Brijeg), 29 809.
La ville de Široki Brijeg est parfois appelée Široki Brig et, familièrement, Široki ; son nom signifie « la large colline ». Široki Brijeg est le centre administratif du canton de l'Herzégovine de l'Ouest.

## Géographie

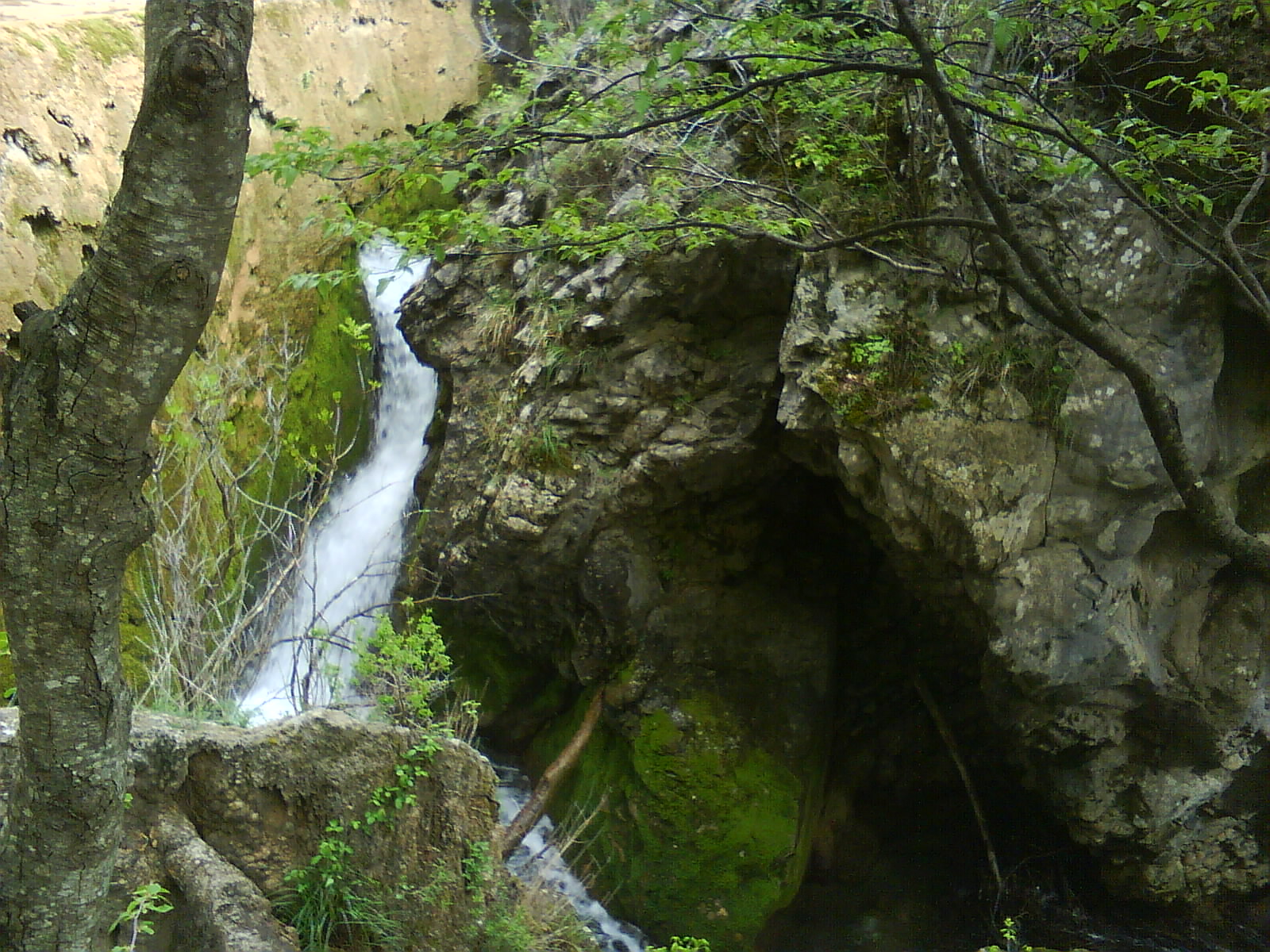
La source de la rivière Lištica.

Široki Brijeg est située au sud-ouest de la Bosnie-Herzégovine, sur les bords de la rivière Lištica, à environ 20 km de Mostar.

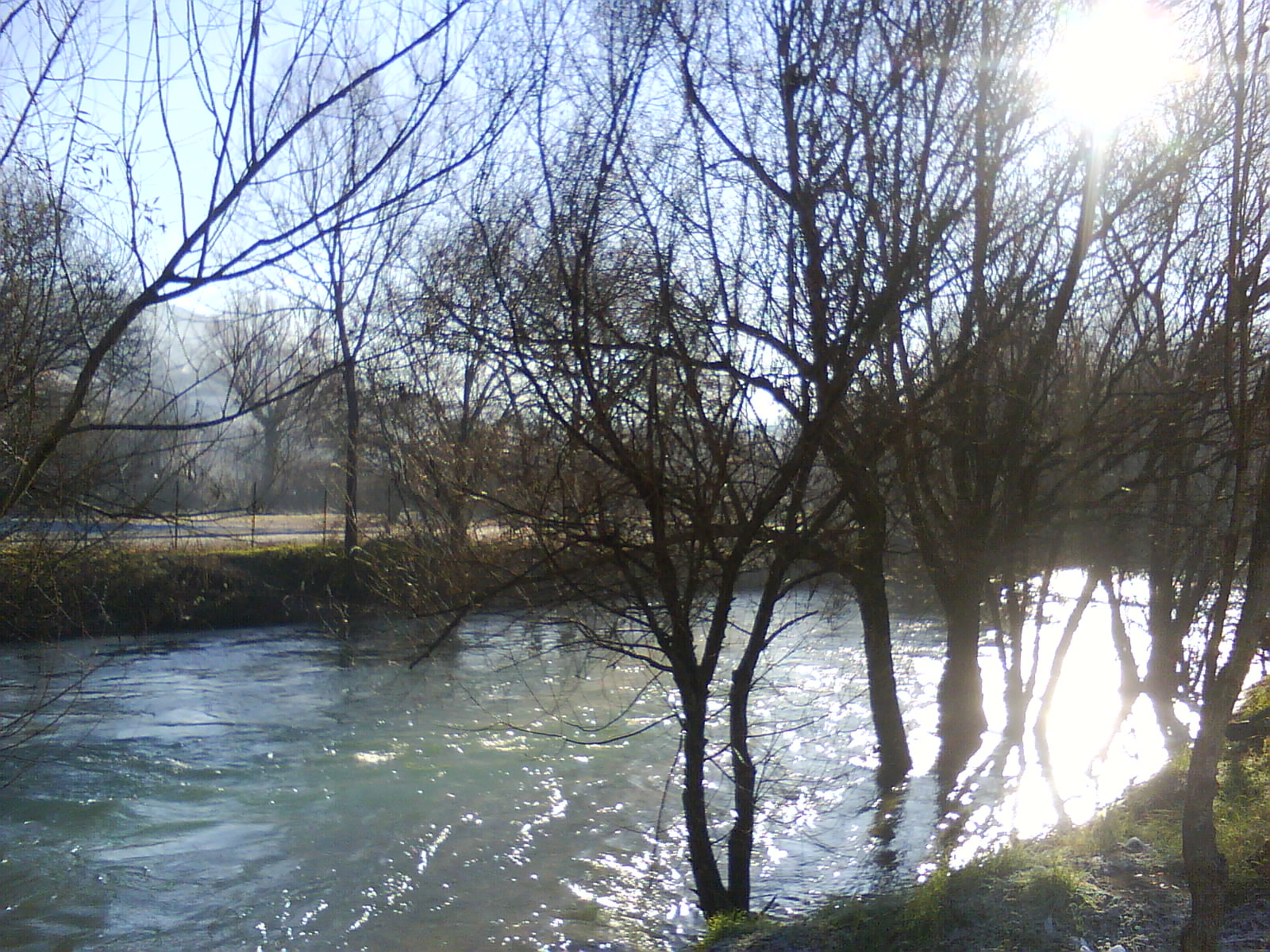
La rivière Lištica.

## Climat
Široki Brijeg jouit d'un climat tempéré chaud, avec une température moyenne annuelle de 13,6 °C ; juillet est le mois le plus chaud de l'année, avec une moyenne de 23,5 °C. Le mois le plus froid est janvier avec une moyenne de 4,0 °C. La moyenne des précipitations annuelles est de 1 298 mm/m2, avec les précipitations mensuelles les plus faibles en juillet et les plus élevées en décembre.
| Mois                                 | Janv | Fév | Mars | Avr  | Mai  | Juin | Juil | Août | Sept | Oct  | Nov  | Déc | Année |
| ------------------------------------ | ---- | --- | ---- | ---- | ---- | ---- | ---- | ---- | ---- | ---- | ---- | --- | ----- |
| Températures maximales moyennes (°C) | 7,0  | 9,5 | 13,3 | 17,0 | 22,2 | 25,9 | 29,5 | 29,0 | 25,1 | 19,1 | 12,7 | 8,5 |       |
| Températures moyennes (°C)           | 4,0  | 5,9 | 8,9  | 12,1 | 16,8 | 20,4 | 23,5 | 23,1 | 19,5 | 14,5 | 9,3  | 5,6 | 13,6  |
| Températures minimales moyennes (°C) | 1,1  | 2,3 | 4,5  | 7,3  | 11,5 | 15,0 | 17,5 | 17,2 | 14,0 | 10,0 | 6,0  | 2,8 |       |
| Précipitations moyennes (mm)         | 131  | 123 | 108  | 106  | 84   | 74   | 50   | 62   | 88   | 123  | 174  | 175 | 1298  |

## Localités

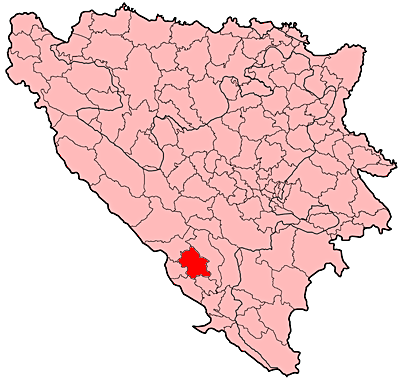
Localisation de la Ville de Široki Brijeg en Bosnie-Herzégovine.

Le territoire de la « Ville » de Široki Brijeg compte 34 localités :
| - Biograci - Buhovo - Crne Lokve - Čerigaj - Dobrič - Dobrkovići - Doci - Donja Britvica - Donji Crnač | - Donji Gradac - Dužice - Gornja Britvica - Gornji Crnač - Gornji Gradac - Gornji Mamići - Grabova Draga - Izbično - Jare | - Knešpolje - Kočerin - Lise - Ljubotići - Ljuti Dolac - Mokro - Oklaji - Podvranić - Potkraj | - Privalj - Rasno - Rujan - Široki Brijeg - Trn - Turčinovići - Uzarići |

## Démographie

### Villeintra muros

#### Évolution historique de la population dans la villeintra muros
| 1948 | 1953 | 1961  | 1971  | 1981  | 1991  | 2013  |
| ---- | ---- | ----- | ----- | ----- | ----- | ----- |
| -    | -    | 1 464 | 2 280 | 3 611 | 5 039 | 6 426 |

|  |

### «Ville» (ex-municipalité)

#### Évolution historique de la population dans la «Ville»
| 1961   | 1971   | 1981   | 1991   | 2013   |
| ------ | ------ | ------ | ------ | ------ |
| 24 732 | 27 285 | 26 076 | 27 160 | 29 809 |

#### Répartition de la population par nationalités dans la «Ville» (1991)
En 1991, sur un total de 27 160 habitants, la population se répartissait de la manière suivante :

## Politique
À la suite des élections locales de 2012, les 25 sièges de l'assemblée municipale se répartissaient de la manière suivante :
| Parti                                                          | Sièges |
| -------------------------------------------------------------- | ------ |
| Union démocratique croate de Bosnie-Herzégovine (HDZ BiH)      | 13     |
| Parti populaire de l'amélioration par le travail (Za boljitak) | 4      |
| Union démocratique croate 1990 (HDZ 1990)                      | 2      |
| Parti croate du Droit de Bosnie-Herzégovine (HSP BiH)          | 2      |
| Parti croate du Droit de Bosnie-Herzégovine-Ante Starčević     | 2      |
| Liste indépendante pour Široki Brijeg                          | 1      |
| Union croate démocrate de Bosnie-Herzégovine (HKDU BiH)        | 1      |

Miro Kraljević, membre de l'Union démocratique croate de Bosnie-Herzégovine, a été réélu maire de la municipalité,.

## Sport
Široki Brijeg possède un club de football, le NK Široki Brijeg, et un club de basket-ball, le HKK Široki. La région du sud-est de la Bosnie est très marquée par les violences entre musulmans (nationalité) et croates qui le plus souvent s'expriment pendant les matchs sportifs. En 2008, pendant le championnat européen de football en Autriche-Suisse, la région a été le théâtre de combats de rue souvent meurtriers.

## Tourisme
Le couvent franciscain de Široki Brijeg, construit entre 1846-1860, est inscrit avec son église et certains de ses biens mobiliers sur la liste des monuments nationaux de Bosnie-Herzégovine.

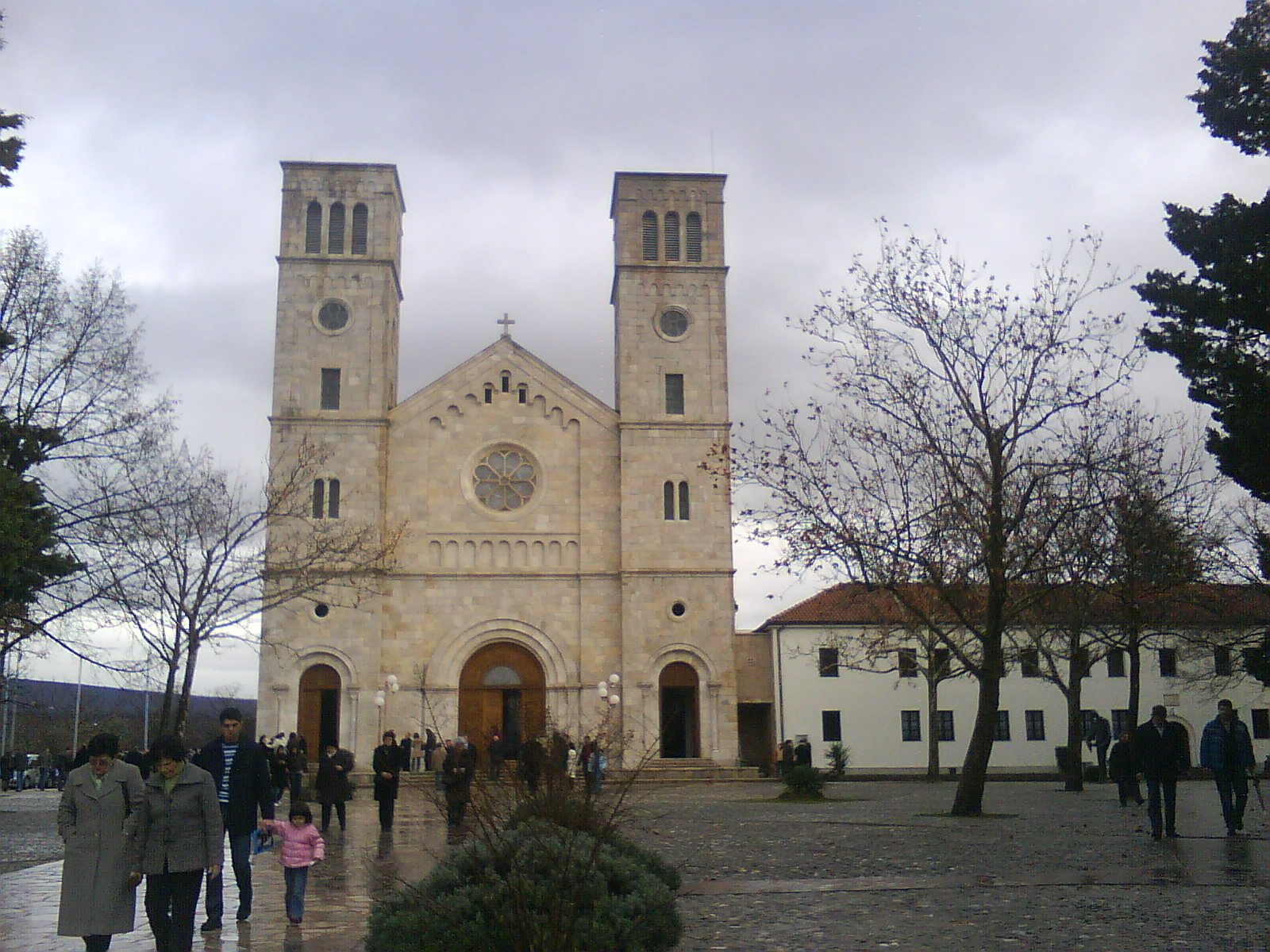
L'église du couvent franciscain de Široki Brijeg.

Autres monuments

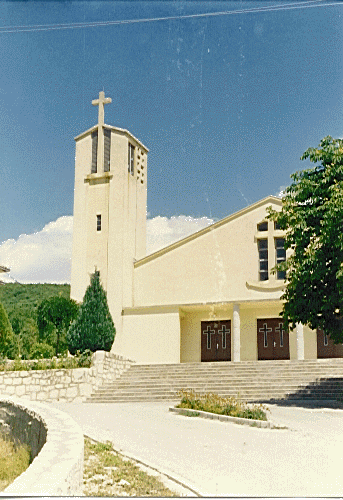
L'église catholique du Sacré-Cœur-de-Jésus de Donji Crnač, 1970.
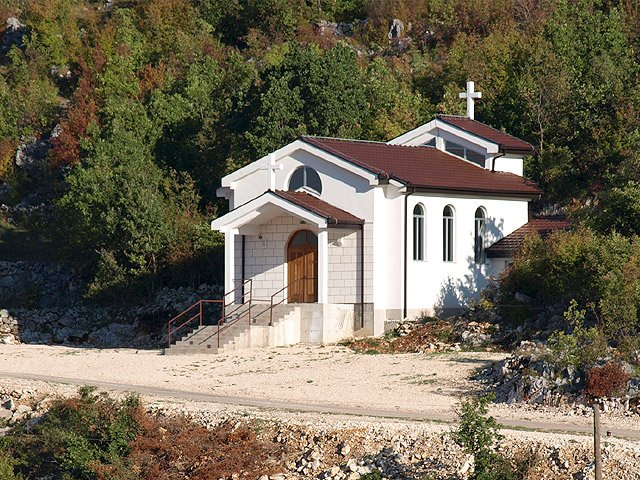
L'église catholique de la Nativité-de-la-Vierge-Marie de Donja Britvica, 2008.

## Personnalités
- Didak Buntić (1871–1922), moine franciscain ;
- Miroslav Filipović (1915-1946), moine franciscain ;
- Mladen Galić (né en 1934), peintre et artiste ;
- Gojko Šušak (1945–1998), ministre croate (1992–1998) ;
- Mladen Naletilić (1946-2021), commandant de la Kažnjenička bojna ;
- Sofija Naletilić Penavuša (1913-1994), sculptrice autodidacte croate et bosniaque ;
- Bariša Čolak (né en 1956), ministre de la justice de Bosnie-Herzégovine ;
- Stanko Baja Sopta (né en 1966), général du Conseil de défense croate (HVO) et des Forces armées de la république de Croatie, personnalité politique ;
- Ivan Mikulić (né en 1968), chanteur qui a vécu à Široki Brijeg ;
- Jerko Ivanković Lijanović (né en 1969), homme politique ;
- Stanko Bubalo (né en 1973), footballeur.

## Coopération internationale
- Vinkovci (Croatie)